# Scoop (altavoz)

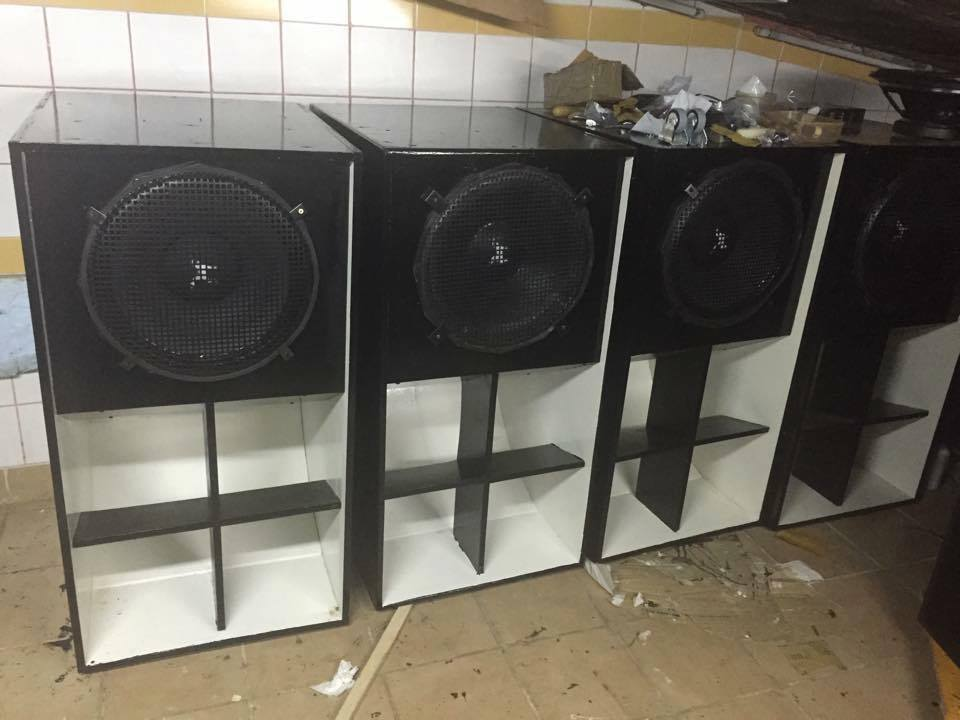
Scoops sin montar en una torre.

El Scoop es un tipo de subwoofer, el cual es pasivo, funcionando a partir de una etapa de potencia únicamente para graves, a diferencia de otros subgraves que pueden ser activos. Estos altavoces de una sola vía solo reproducen las frecuencias que se engloban entre 20 y 80Hz. Son particularmente usados en Sound Systems, que consiste en un muro de altavoces separados por agudos, medios-agudos, medios, graves y subgraves con sus correspondientes etapas.
Este tipo de altavoz se diferencia de los subgraves corrientes por su construcción, puesto que constan de una estructura que permite la salida de aire por debajo del cono del Altavoz, a través de una especie de túnel de 45 grados curvo y con unas celdas. Esta forma permite que el aire que se desaprovecharía en un subwoofer corriente, salga hacia delante como una especie de arreglo cardioide (efecto Bass-reflex).

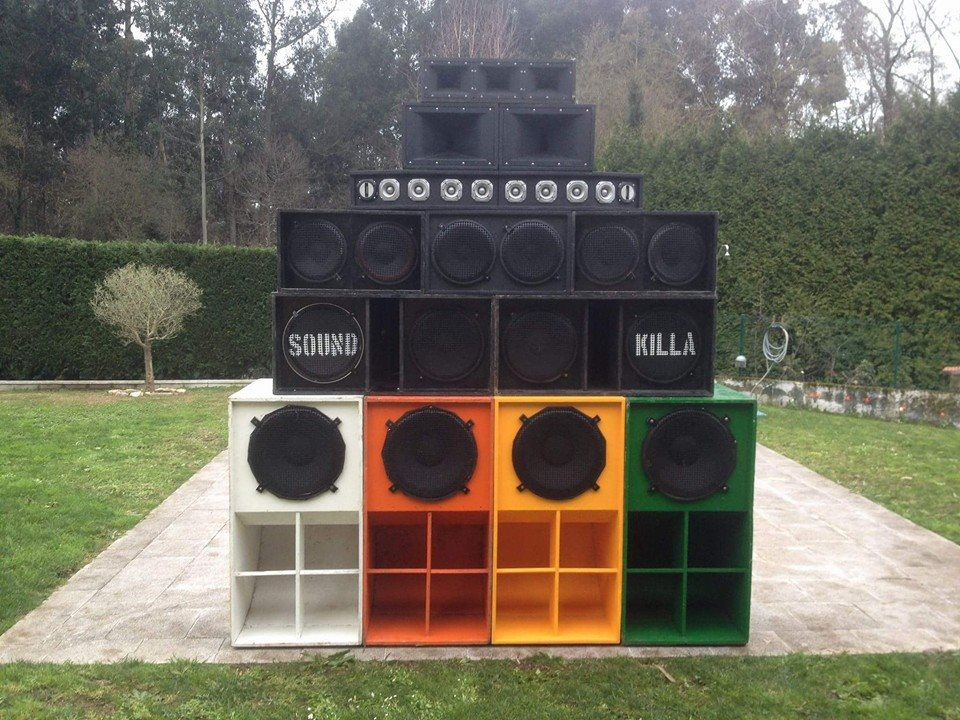
Torre de altavoces, compuesta por 4 scoops.

## Características
A pesar del arreglo cardioide que pueden poseer, siguen siendo omnidireccionales. 
Debido a las longitudes de onda de las frecuencias reproducibles por el sub, son al menos 20 veces el diámetro del transductor que lo reproduce, la directividad es inapreciable. Esto puede solucionarse con varias fuentes.
Las ondas reproducidas por estos altavoces tienen fuerte interacción con la sala donde reproduciremos estos sonidos. Esta es la responsable de que sólo escuchemos 5 de cada 10 octavas que conforman el espectro de frecuencias.
Para su construcción se acostumbran utilizar conos de entre 18 a 21 pulgadas, dependiendo del uso que se le quiera dar, la potencia que se le quiera suministrar, y de cuantos scoops pretendemos usar.

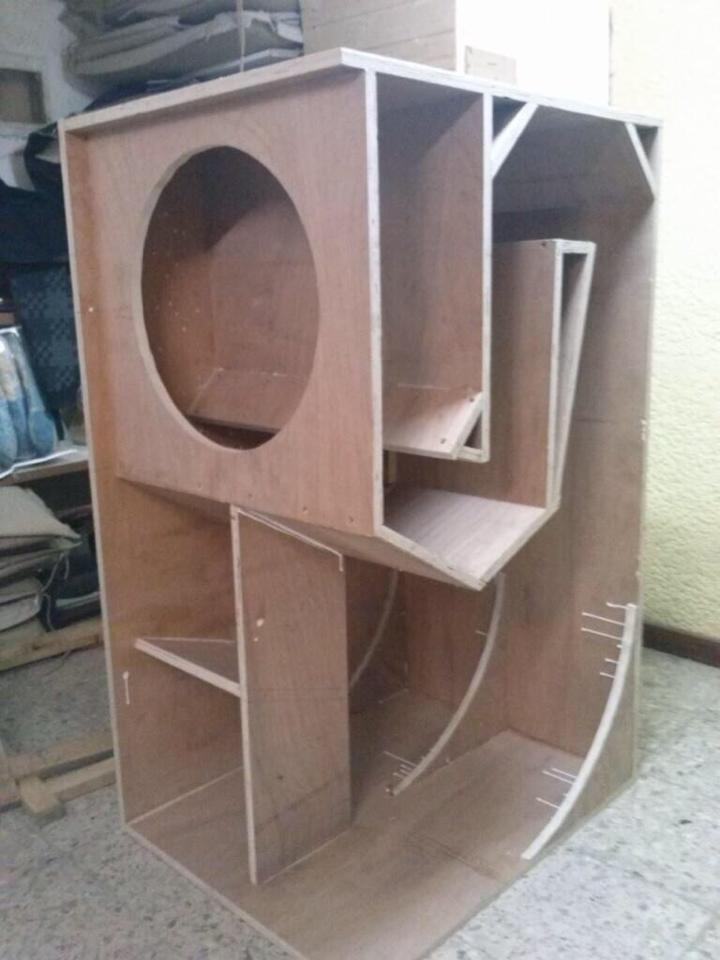
Interior de un scoop desmontado